# Kojirō Nakano
Kojirō Nakano (jap. 中野 小次郎, Nakano Kojirō; * 5. März 1999 in Tokushima, Präfektur Tokushima) ist ein japanischer Fußballspieler.

## Karriere
Kojirō Nakano erlernte das Fußballspielen in der Jugendmannschaft von Tokushima Vortis sowie in der Universitätsmannschaft der Hōsei-Universität. Die Saison 2020 wurde der Torwart von der Universität an Hokkaido Consadole Sapporo ausgeliehen. Der Verein aus Sapporo spielte in der höchsten Liga des Landes, der J1 League. Für den Verein absolvierte er 2020 fünf Erstligaspiele. Im Februar 2021 wurde er fest von Sapporo unter Vertrag genommen. Am 1. Februar 2023 wechselte er für eine Saison auf Leihbasis zum Zweitligisten Zweigen Kanazawa. Am Ende der Saison 2023 belegte er mit Zweigen den letzten Tabellenplatz und musste somit den Weg in die dritte Liga antreten. Nach drei Ligaspielen kehrte er zu Saisonbeginn nach Sapporo zurück. Am Ende der Saison 2024 belegte er mit Hokkaido den 19. Tabellenplatz und musste somit in die zweite Liga absteigen.